# Pad Abort Test-1
Pad Abort Test-1 è stata una missione del programma Apollo della NASA.

## Obiettivi
Lo scopo della missione era studiare gli effetti sulla capsula Apollo in caso di aborto della missione dalla rampa di lancio. Il sistema di fuga dal lancio (launch escape system, LES) doveva essere in grado di portare la capsula lontano dal razzo mentre si trovava sulla rampa di lancio qualora questo potesse esplodere. Il LES doveva far raggiungere un'altezza sufficiente perché si potessero aprire i paracadute del modulo di comando preferibilmente sopra il mare e non sulla terra.

## Lancio
Alle 16:00:01 UTC del 7 novembre 1963 un segnale di aborto è stato inviato al LES che ha iniziato la sequenza in cui sono stati accesi i razzi principali per alzare l'Apollo e un piccolo razzo che lo ha spostato lateralmente (a Cape Canaveral questo movimento laterale dovrebbe portare la capsula sull'oceano).
Dopo 15 secondi il LES si è separato dalla capsula che ha proseguito su una traiettoria balistica. Il sistema di paracadute ha funzionato perfettamente rallentando la discesa a 26 km/h.
L'unico problema riscontrato durante il volo è stato che i razzi del LES hanno lasciato un deposito di fuliggine sulla capsula riducendone la stabilità.